# Per Hüttner

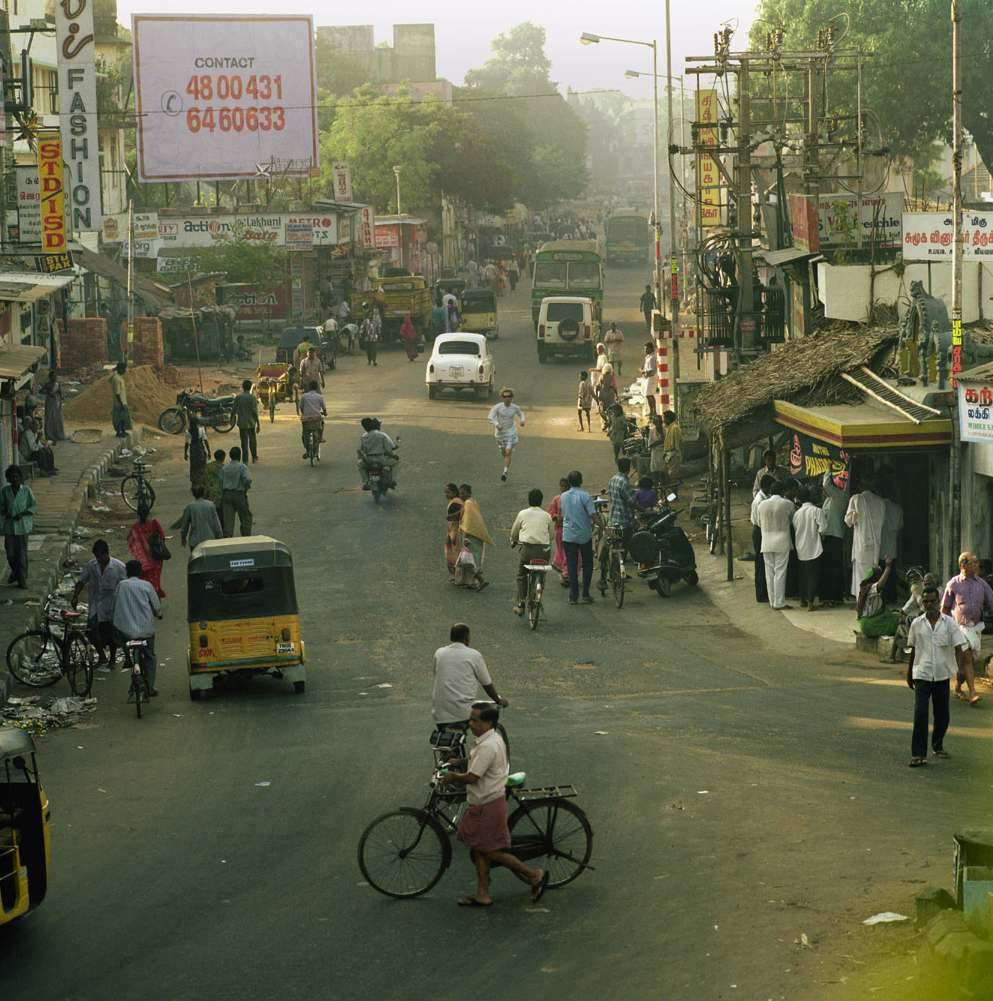
Běhání v exotických městech, Čennaí (Madras), 1999

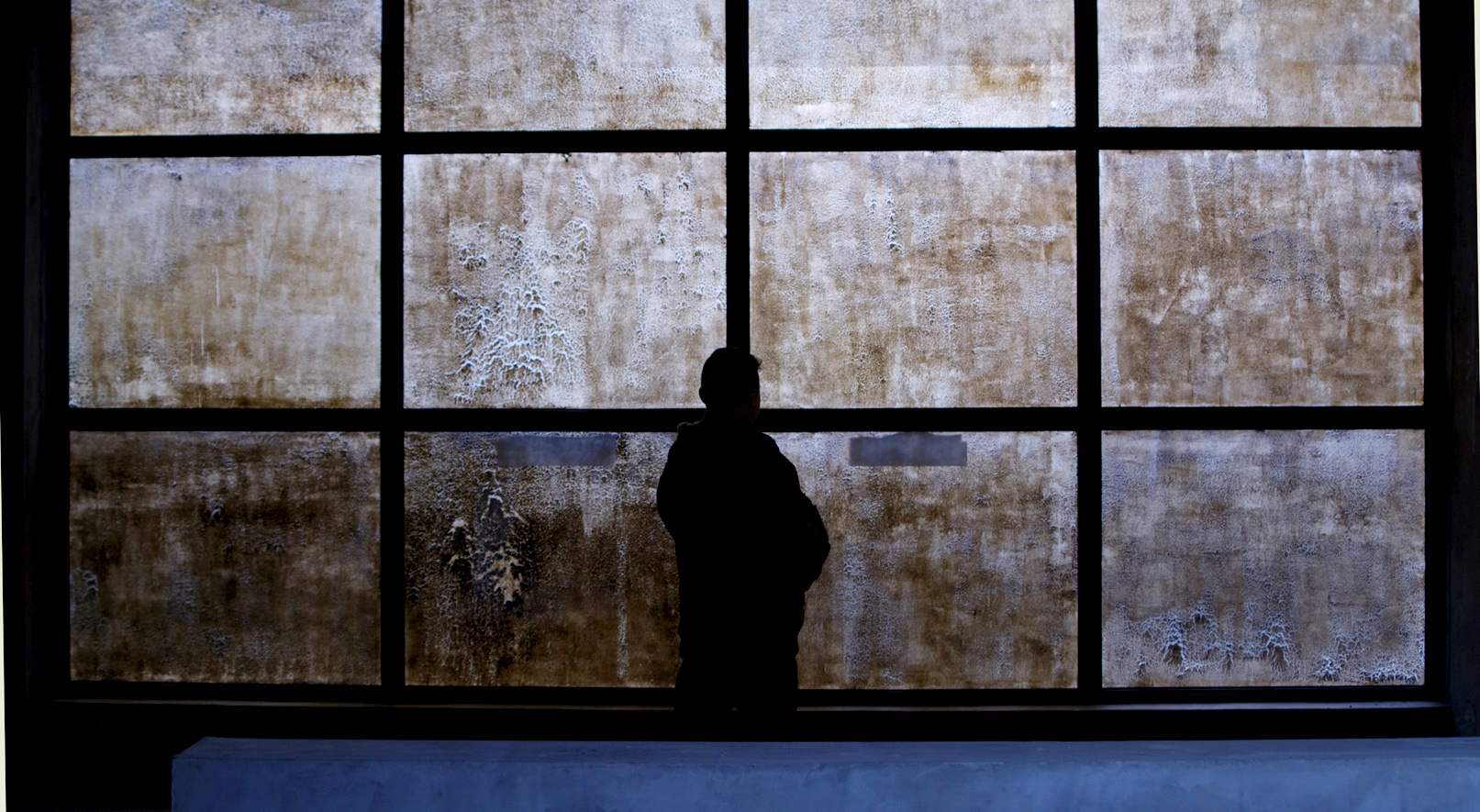
Putting Out the Fire with Gasoline, Used motor oil and chicken blood tempera on window, 2011

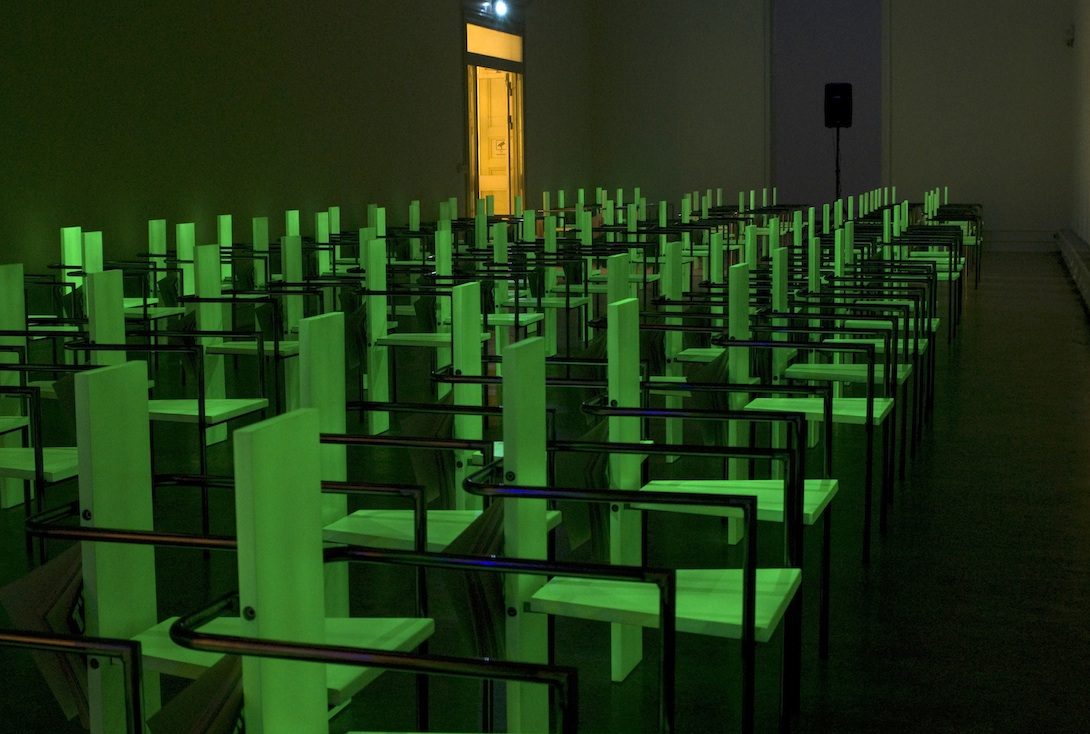
(Ne)viditelné dialogy, 2011, fosforeskující kopie židlí J. Bolina, vytvořil Abake 2011 (noc)

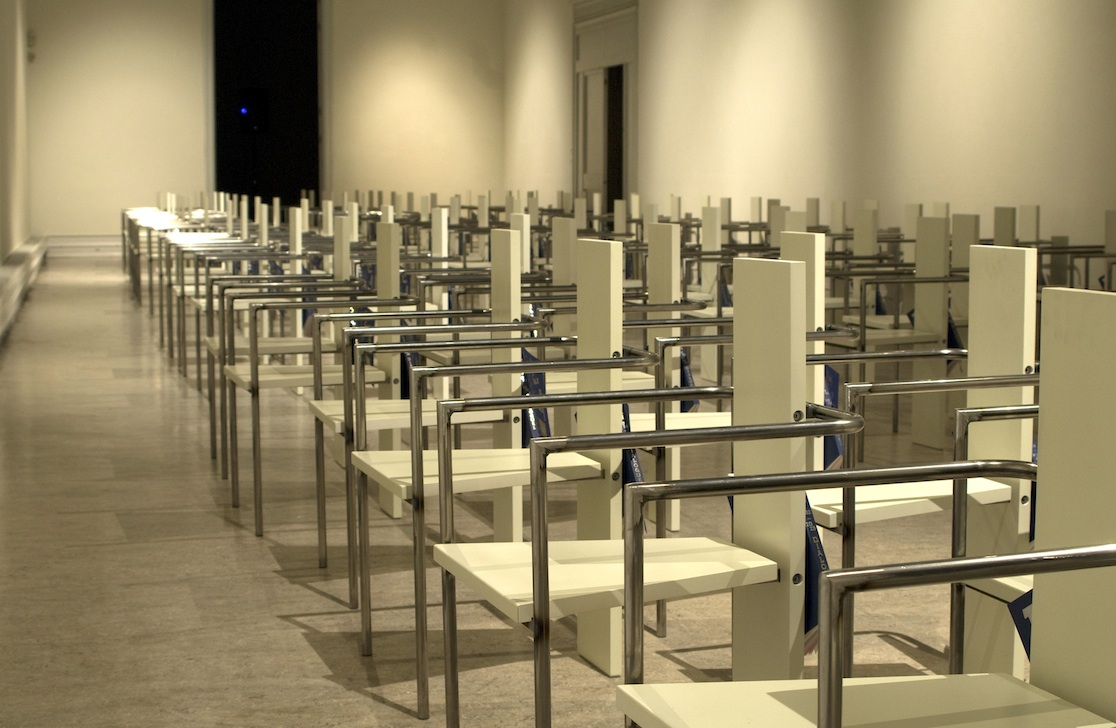
(Ne)viditelné dialogy, fosforeskující kopie židlí J. Bolina, vytvořil Abake 2011 (den)

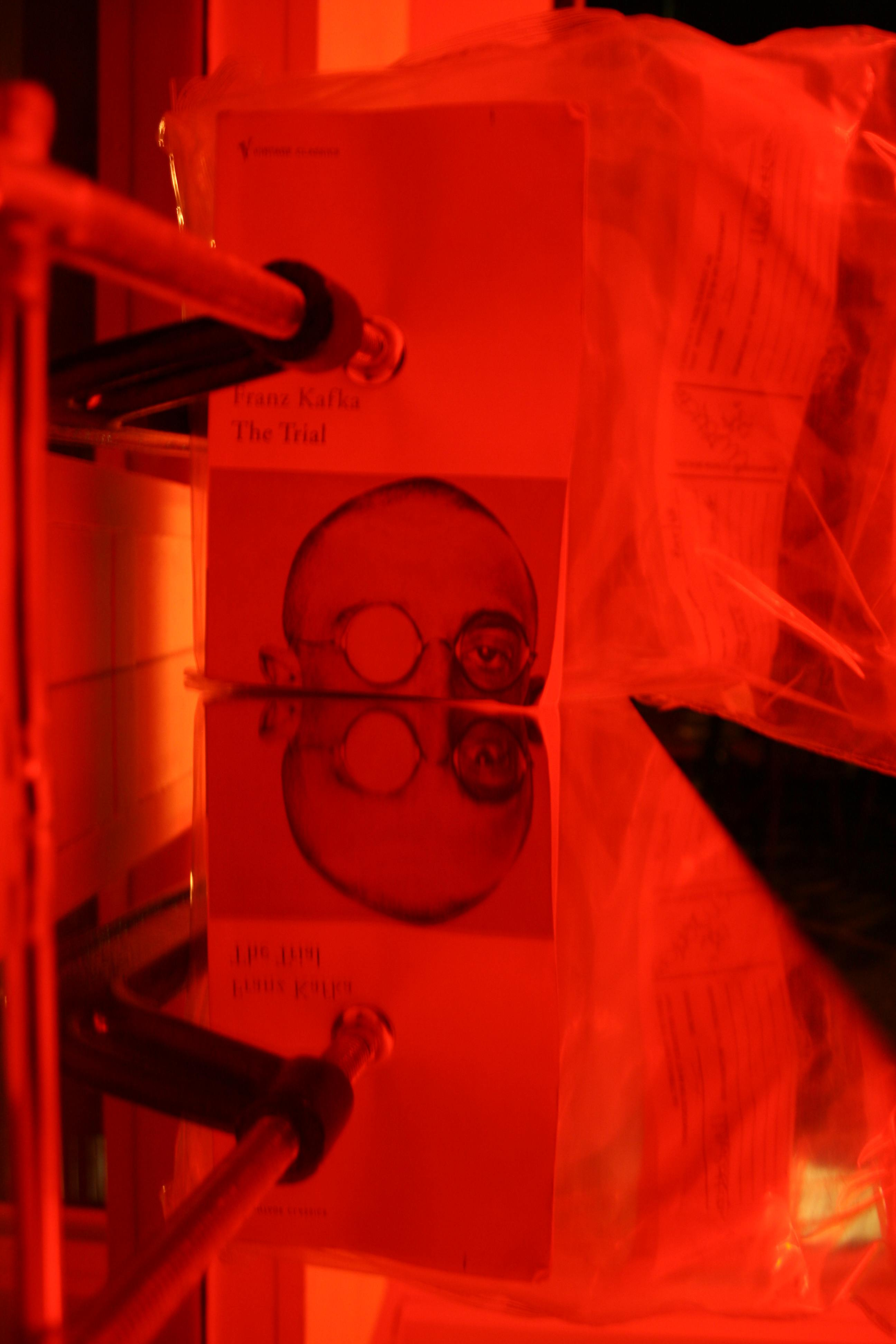
Instalace Quantum Police, 2011
Cartel, London, čínská a anglická kopie románu Franze Kafky Proces, svorka, forenzní důkazy a zrcadlo

Per Hüttner (* 11. února 1967 Oskarshamn, Švédsko) je švédský fotograf a vizuální umělec, který žije a pracuje v Paříži. Vystudoval Konsthögskolan ve Stockholmu v roce 1993. Studoval na vysoké škole umění v Berlíně v letech 1991-1992. Nejznámější jsou jeho fotografická díla a jeho interaktivní měnící se a putující projekty. O jeho tvorbě byla vydána řada publikací, například Per Hüttner, 2003; I am a Curator, 2004; Repetitive Time 2006, Xiao Yao You2006, Democracy and Desire 2007, The Imminent Interviews 2010 a The Quantum Police 2011.

## Život
Narodil se 11. února 1967 v Oskarshamn, Småland. Jeho otec byl židovského původu, avšak v roce 1971 zahynul při automobilové nehodě. Vychovávala jej pouze matka protestantského vyznání a jeho sestra. Pohyboval se po Švédsku až do svých 24 let, kdy se odstěhoval do Berlína studovat. Jeho život byl již od mala poznamenán kočovnictvím a neustálým cestováním, mezinárodní dialog se stal jádrem jeho života a praxe. Žil v Londýně a Los Angeles, než si v roce 2002 vytvořil svou základnu v Paříži. Byl jedním ze zakladatelů neziskových galerií Konstakuten ve Stockholmu (1996-2001) a The Hood Gallery v Los Angeles (2001-2003) a významně se podílel na zakládání galerií umění ve Švédsku. Je také duchovním otcem experimentální výzkumné skupiny Vision Forum.

## Dílo
Hüttner zjišťuje, jak vnímání reality hraje ústřední roli při vytváření lidské sociální totožnosti. Činí to tak, že provokuje zvědavost a fantazii v myslích návštěvníků a tím, že zkoumá představy o času a přehlednosti. Často se zabývá transformací, změnami nebo různými formami přestupováním hranic. Inspiroval jej francouzský filosof Gilles Deleuze a především se zajímá, jak vztahy mezi většími politickými, ekonomickými a sociálními strukturami ovlivňují jednotlivce a naopak. Jeho díla jsou součástí performance a používá další inovativní způsoby.
Na konci 80. let a v letech devadesátých používal pro své instalace počítače, video a další nová média. Byl jedním z prvních umělců, kteří vytvořili zařízení, která využívala počítače jako sochařský prvek. Využívá také současné lékařské vědy ve vývoji výzkumu lidského mozku v muzeu Pitt Rivers Museum ve Spojeném království. Spolu s vědcem a biochemikem Elias Arnerem zrealizovali ve Stockholmu celou řadu výstav a publikací zabývajících se vztahem mezi umění, vědou a lidským tělem.
Na konci 90. let pracoval na fotografickém projektu Běhání v exotických městech ("Jogging in Exotic Cities"), ve kterém Per Hüttner běhal ve vzdálených městech, která se pro západní civilizaci zdají být exotická. Na fotografiích vidíme umělce v bílém oblečení, jak si razí cestu rušnými městy, jako jsou například Čennaí, Mexico City nebo Lusaka. Tento projekt zůstává jedním z nejvíce Hüttnerových nejznámějších. Byl vystavován v galeriích v USA, Španělsku Polsku, Rumunsku, Rakousku, Číně a Švédsku.
V roce 2004 začal pracovat na cyklu Filling the City with Dreams (publikované na výstavě Xiao Yao You z čínštiny volně Pohybuj se bezstarostně), ve které v performancích zkoumal hranice reality a dokumentární fotografie. Vytvořil sérii časosběrných fotografií svatyní a pomníčků, které sám fiktivně vytvářel na rušných ulicích, nárožích, a městských centrech po celém světě. Tato improvizovaná díla vztahoval k domnělé nehodě nebo násilnému činu, který měl být na tom konkrétním místě spáchán. Dílo vyvolalo diskusi o rozdílech a podobnostech mezi tradicí a vymyšleným dokumentem.
„Cestu do lidské duše“ autor dále rozvíjel ve fotografické sérii v letech 2006 - 2007 s názvem Democracy and Desire. Snímky pořizoval hlavně v noci a s velmi dlouhými expozičními časy. Vztah mezi jednotlivcem a jeho hledání osobní svobody od společenských konvencí opět vystupuje do popředí ve snových fotografiích.

## Ocenění
- Maria Bonnier Dahlins Stiftelse, IASPIS, Konstakademien Stockholm

## Výstavy

### Samostatné výstavy (výběr)
- Poseidon Recreates Lake Texcoco, Alam + Petrov & Casa Punk, Mexiko, Mexica (2014)
- La Caméra Horloge, Borealis, Le Radar, Bayeux, Francie (2012)
- Flesh, Valerie Lambert Gallery, Brusel, Belgie (2012)
- (In)Visible Dialogues (s biochemikem Eliasem Arnérem), kurátor Lena Boëthius, Konstakademien, Stockholm, Švédsko (2011)
- Quantum Police, curated by Anne Klontz, Valerie Lambert Gallery, Brusel; DKTUS Stockholm and Putting Out the Fire with Gasoline, Manufactura’s Studio, Wu-chan, Čína; The Old Police Station and Cartel in London(2011).[10]
- >unknown at Zendai Contemporary Art Exhibition Hall, Šanghaj, Čína (2010) [9]
- Imminent, Fei Contemporary Art Center, Šanghaj, Čína (2010)[9]
- Do not Go Gentle, ERBA and Musée du Temps, Besançon, Francie (2009)[9]
- Xiao Yao You, Guandong Museum of Art, Kanton, Čína (2006)[39]
- Tundro, Contemporary Art Gallery, National Museum, Štětín, Polsko (2006)
- Repetitive Time, Göteborgs Konstmuseum, Göteborg, Švédsko (2006)[5]
- Democracia y Deseo, Vacio 9, Madrid, Španělsko (2006)[7]
- Per Hüttner, Xposeptember, Liljevalchs Konsthall, Stockholm, Švédsko (2005)[40]
- I Am a Curator, Chisenhale Gallery, Londýn, Spojené království (2003)[41]

### Skupinové výstavy (výběr)
- Normalcy, Moderna Bar, Moderna museet, Stockholm, Švédska (2014)
- Formas únicas da continuidade no espaço, 33 Panorama da arte brasileira, Museu de Arte Moderna de São Paulo, São Paulo, Brazílie (2013)
- Godzilla and the Phoenix, OuUnPo-Japan, Wacoal art Center & BankART, Tokio/Jokohama, Japonsko (2013)
- Transmedia, (curated by Yang Qingqing), Palais de Tokyo, Paříž, Francie (2013)
- An Opera in Five Acts, David Roberts Arts Foundation, Londýn, Spojené království (with Fatos Ustek) (2012-13)
- Le choix de titre est un faux problème, CNEAI Paris, Paříž, Francie [42] (2011)
- Notes from a Grainy Surface (w. Fatos Ustek), A CLOCK THAT RUNS ON MUD, curated by Jennifer Teets, Nero Magazine, Itálie (2011)[43]
- Concrete Poetry, The Hayward Gallery, Londýn (2011)[10]
- The Invisible Generation (As “Private Contractors” w. Olav Westphalen), Les Kurbas Center; The National Museum of Art and artist street, Kyjev, Ukrajina (2010)[44]
- "Crash – The other versions", with postautonomy.co.uk, Liverpool Biennial, Liverpool UK and various public venues in Zürich, Switzerland (2008)[10]
- "Nothing to Declare", 4th. Oberschwaben Contemporary Art Triennial, Friedrichshafen, Německo (2008)[45]
- "Filling the City with Dreams" (performance), Zendai MOMA, Šanghaj, Čína.[46]
- "Art is always somewhere else", International Biennial of Young Artists, Bukurešť, Rumunsko (2006)[47]
- "20 Years!", Bonniers Konsthall, Stockholm, Švédsko (2006)[48]
- "Copy-Art.net", ICA, London, UK (2004) Per Hüttner:[49]
- "BIDA 2003", Centro de Arte de Salamanca, Španělsko (2003)[28]
- "Slowdive", Yerba Buena Center for the Arts, San Francisco, USA (2002)[7]
- 3 in 1, Nylon Gallery, Londýn, Spojené království (with Gavin Wade and Goshka Macuga)[50]
- "Fasten Seatbelts", Galerie Krinzinger, Vídeň, Rakousko (1998)[7]

## Monografie (výběr)
- The Quantum Police, texty Anne Klontz; Johnny Ross a Willie Hansen (1969) a Wang Xiao Ping (čínsky a anglicky). Design Erik Månsson, 96 plnobarevných stran + 5 listů. Publikoval Lambert Gallery a Vision Forum 2011, ISBN 978-91-978934-5-9.
- (In)visible Dialogues, 2011, English and Swedish, 240 str, design Åbäke. Vydal Dent-de-Leone. ISBN 978-91-978934-3-5 a ISBN 978-0-9561885-5-7
- The Imminent Interviews, 2010, 90 stran, languages: English and Chinese, vydal Fei Contemporary Art Center, Shanghai a Vision Forum 2010, ISBN 978-91-978934-4-2
- Per Hüttner: Democracy and Desire, 2007, 158 stran (A3) including 10 colour fold out pages. Languages: English, Swedish, Spanish and Rumanian. Design by Åbäke. Vydal Vacio 9 a The Rumanian Cultural Institute. ISBN 978-91-633-0548-1.
- Per Hüttner: Xiao Yao You, 2006, 96 stran including 10 fold out colour pictures a multi-foldout cover, texts by Bo Nilsson and Zhang Wei, languages: English, Swedish and Chinese, design byboth. Vydalo Guangdong Museum of Art. ISBN 978-91-631-9345-3.
- 'Per Hüttner: Repetitive Time, 2006, 116 stran including 30 colour plates, texty Lena Boëthius, Laurent Devèze, Per Hüttner, Claire Canning and Stéphanie Nava, language: English, design Henrik Gistvall. Vydalo Göteborgs Konstmuseum. ISBN 91-631-7127-9.
- Per Hüttner: I am a Curator, 2005, 138 stran including 13 fold out barevných stran, texty Per Hüttner, Hannah Rickards, Celine Condorelli, Gavin Wade, Veronique Wiesinger, Duncan McLaren, Lisa LeFeuvre a Scott Rigby, language: English. Vydala Chisenhale Gallery. ISBN 91-631-5132-4
- Per Hüttner. Stockholm: Föreningen Curatorial Mutiny, 2004. ISBN 91-631-5131-6, text Duncan McLaren.

## Vybrané sbírky
- Göteborgs konstmuseum, Göteborg, Švédsko[7]
- Guangdong Museum of Art, Kanton, Čína[7]
- Contemporary Art Gallery, National Museum, Štětín, Polsko[7]
- Bonniers Konsthall, Stockholm, Švédsko[7]
- Abecita konstmuseum, Borås, Švédsko
- Zendai Contemporary Art Exhibition Hall, Šanghaj, Čína[10]

## Galerie

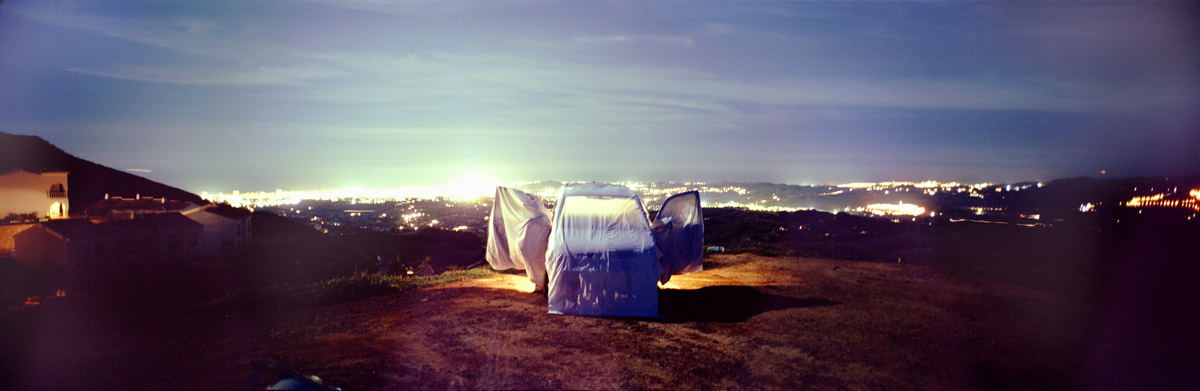
Znovuzrozený automobil (Španělsko), 2006 zarámovaná barevná fotografie na dibondu, velikost 240 x 80 cm
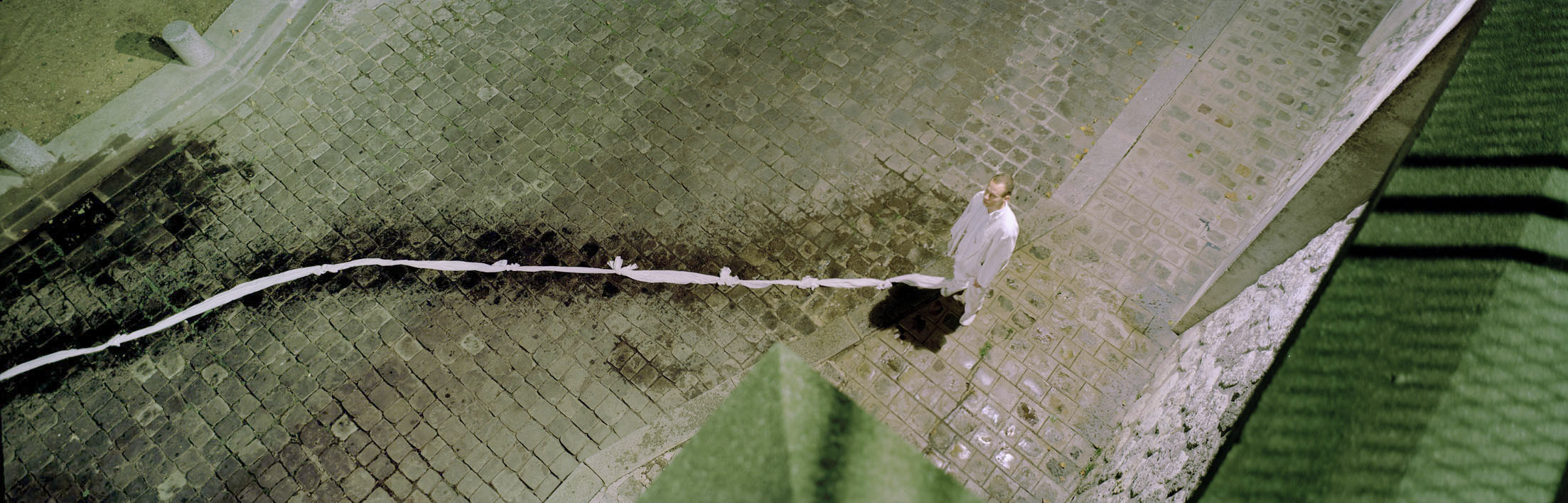
Prádelna a znovuzrození (Paříž), 2007 zarámovaná barevná fotografie na dibondu, velikost 240 x 80 cm
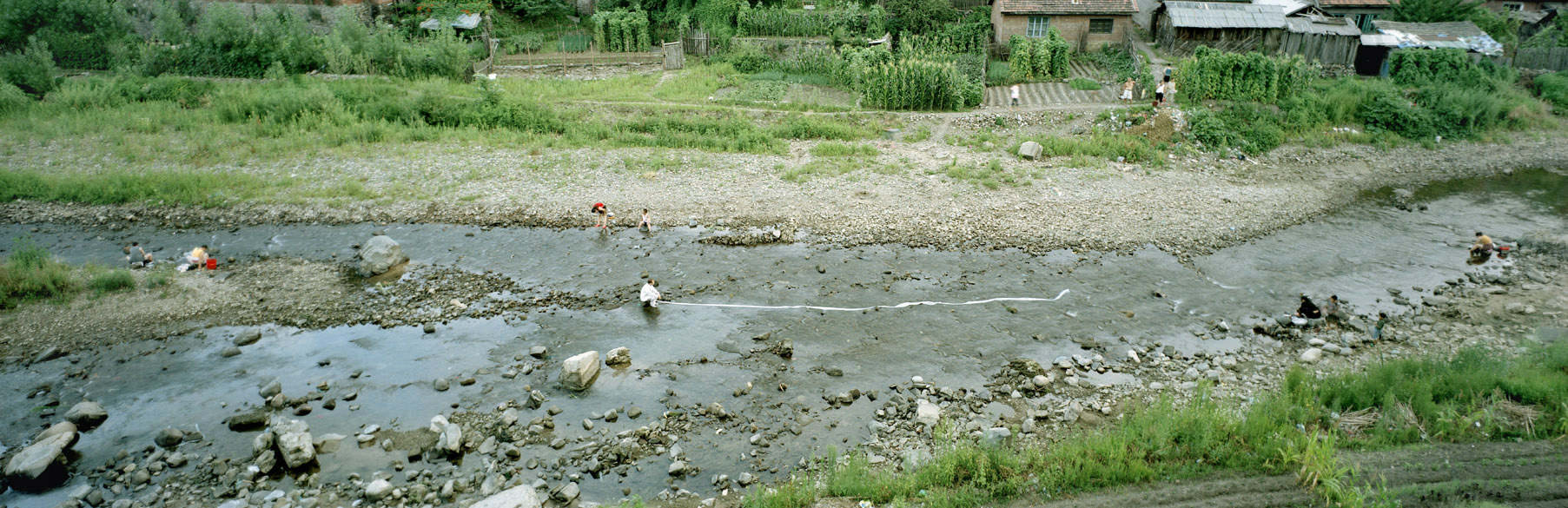
Prádelna a znovuzrození (Čína), 2007 zarámovaná barevná fotografie na dibondu, velikost 240 x 80 cm
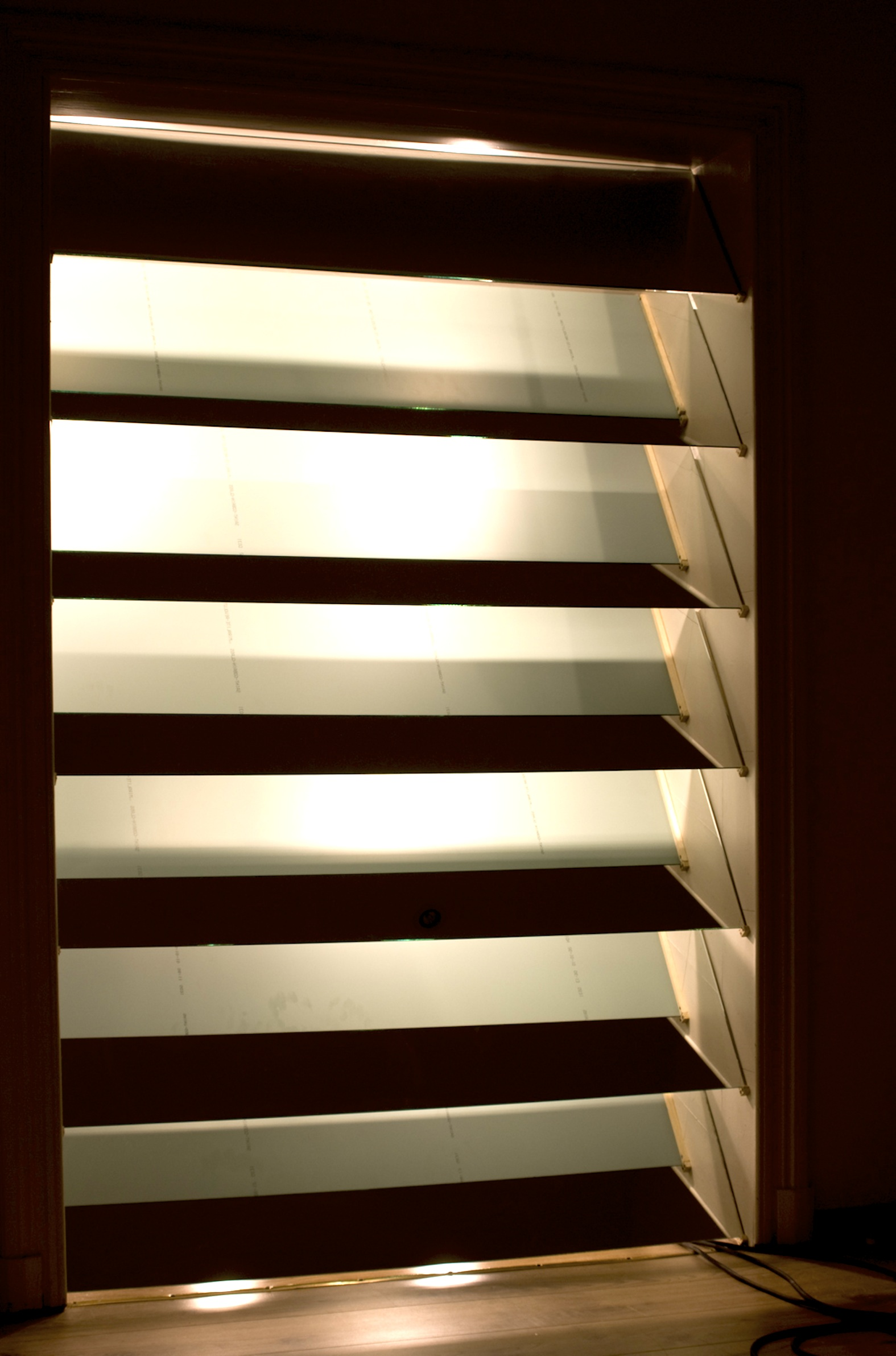
Quantum Police, 2011 Instalace, Lambert Gallery, zrcadla a halogenové lampy
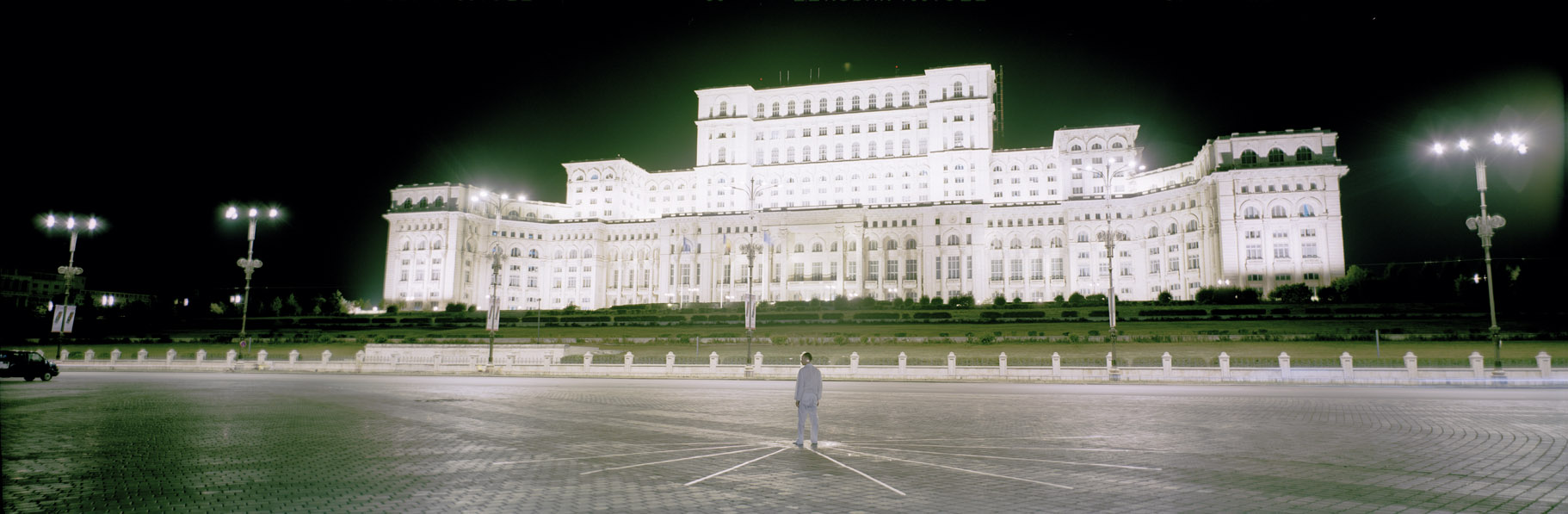
Demokracie a touha (Bukurešť), 2006 zarámovaná barevná fotografie na dibondu
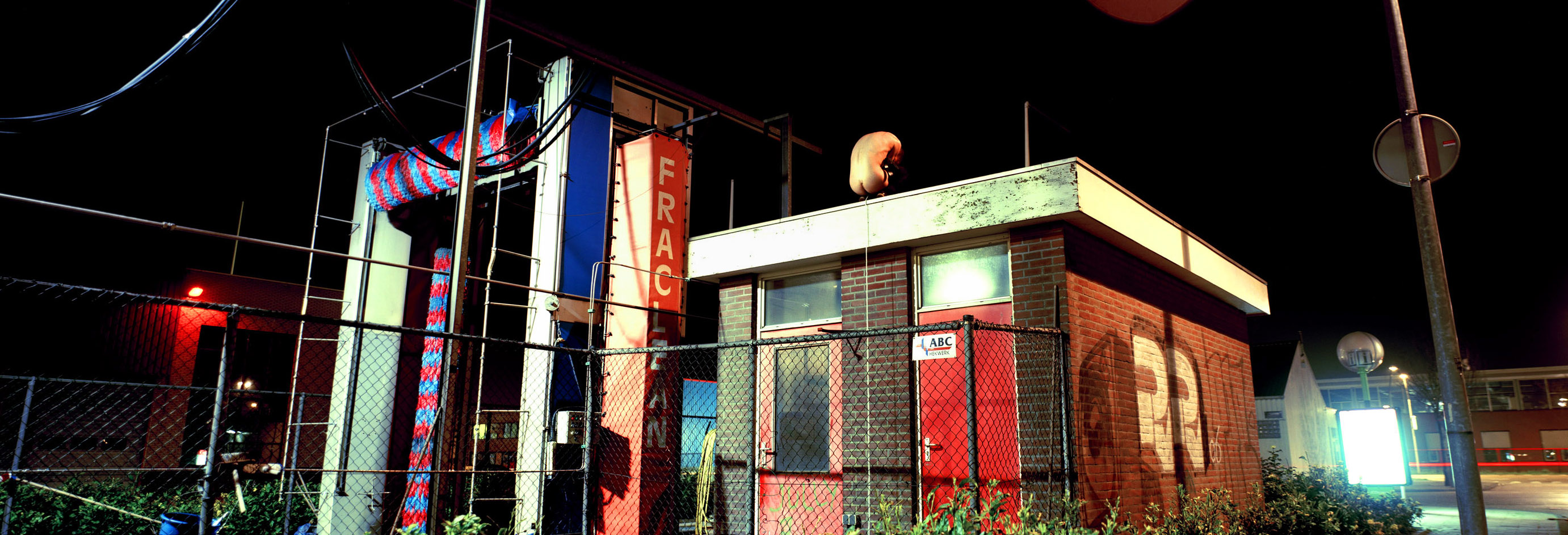
Catharis (Amsterdam), 2007 zarámovaná barevná fotografie na dibondu
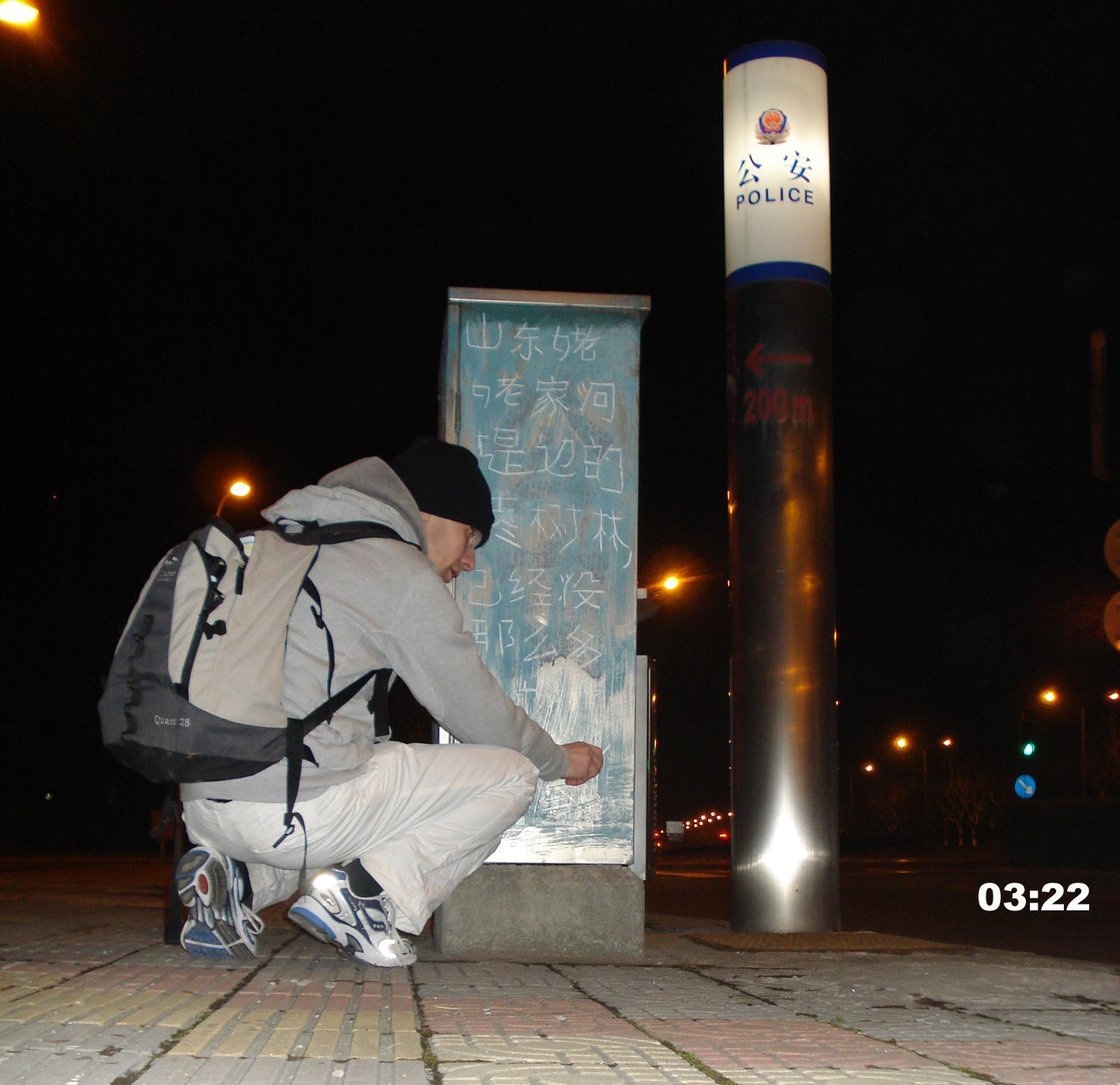
Filling the City with Dreams, 2008 Dokumentace performance, Zendai MOMA, Shanghai, 28. února 2008
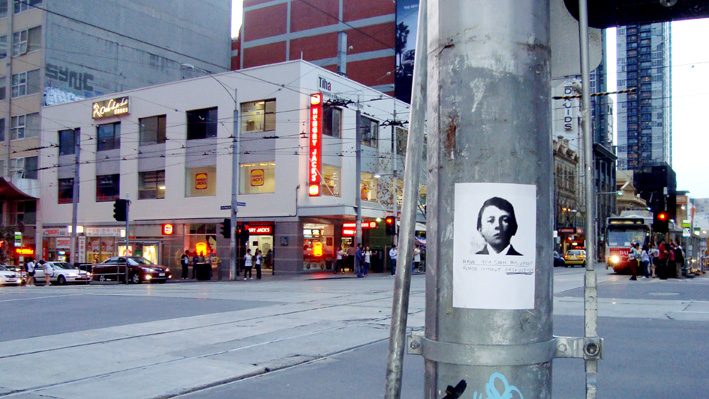
Pohled na instalaci plakátového projektu Mladí diktátoři (Hitler jako dítě), veřejné prostranství Melbourne, září 2009
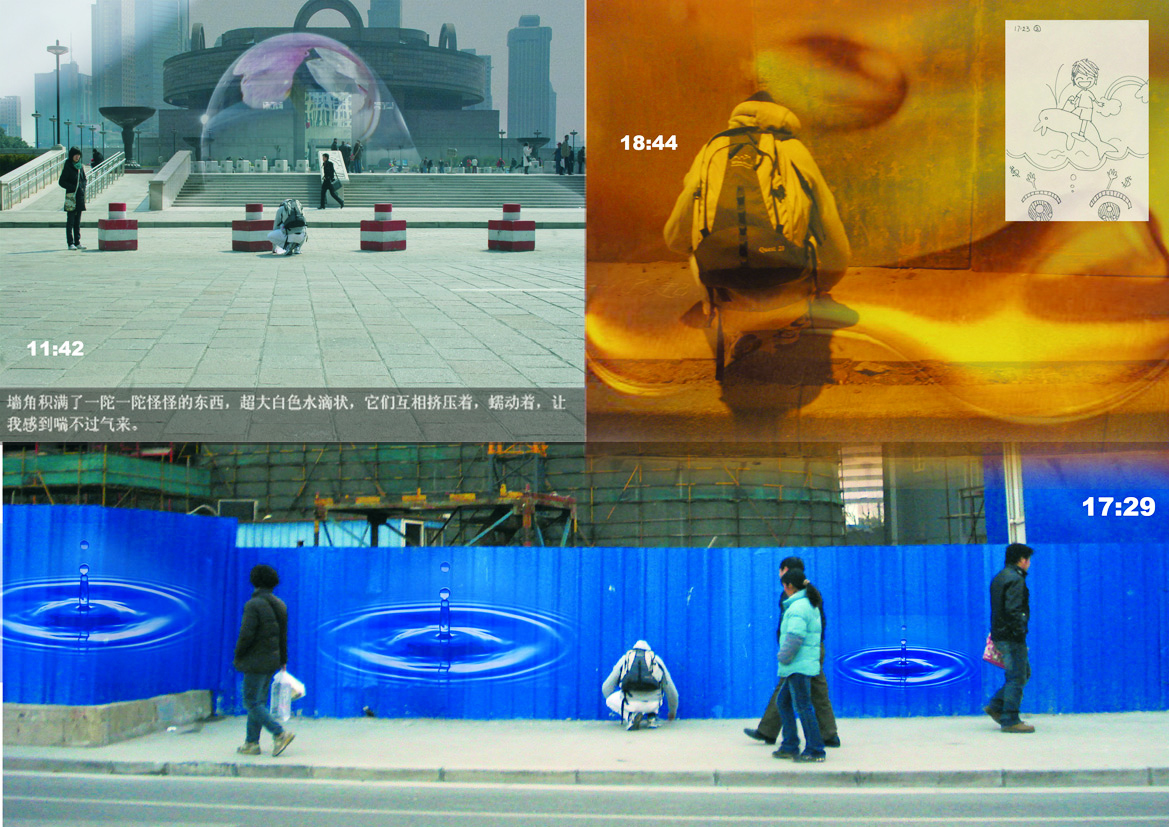
Filling the City with Dreams, 2008, dokumentace performance, Zendai MOMA, Shanghai, 28. února 2008
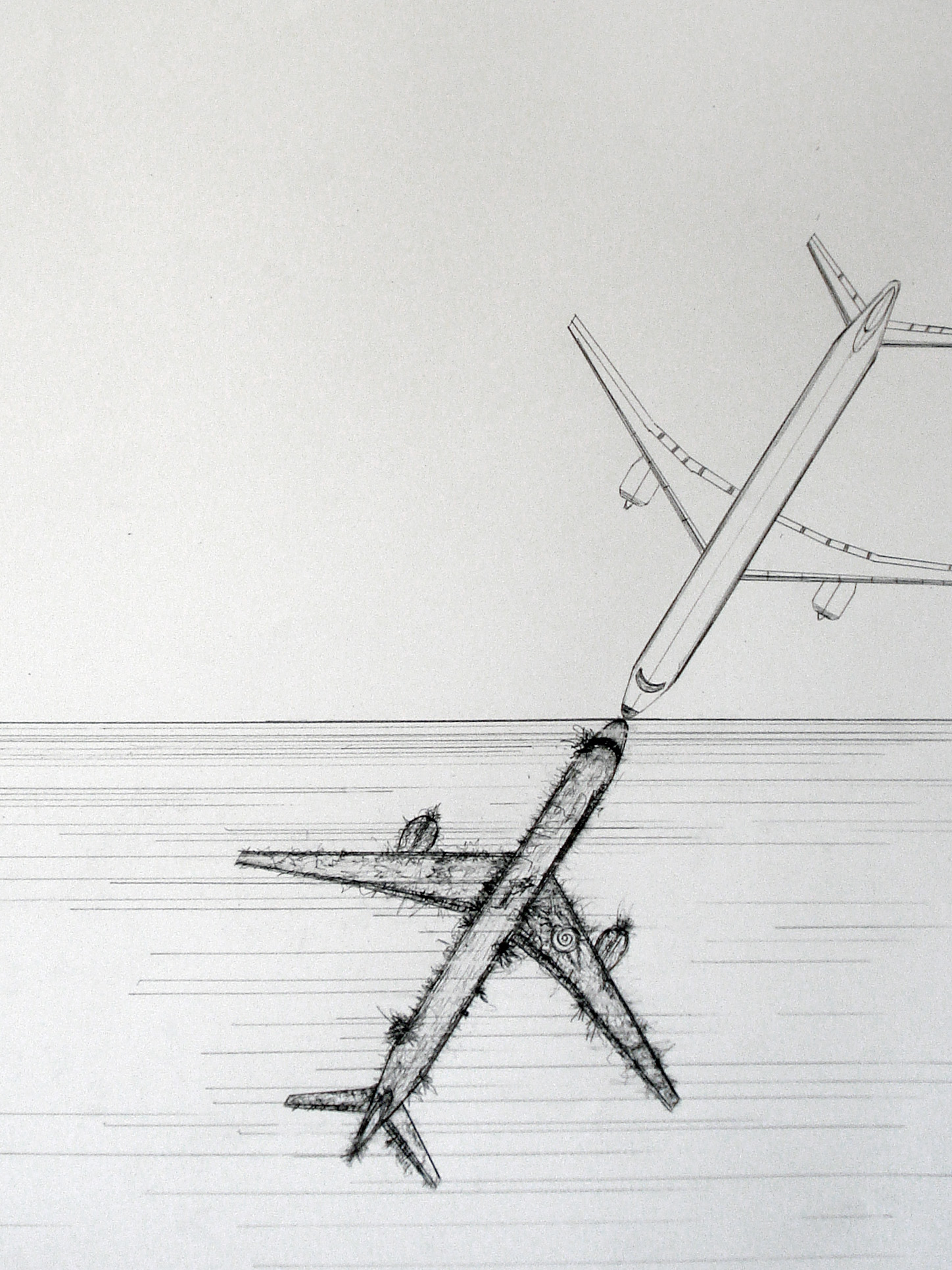
Kresba